# سی‌اس‌اس مک‌ری
سی‌اس‌اس مک‌ری (به انگلیسی: CSS McRae) یک کشتی بود.